# Avril 1940
Les événements concernant la Seconde Guerre mondiale sont détaillés dans l'article Avril 1940 (Seconde Guerre mondiale).

## Événements
- 3 avril : condamnation à des peines de 2 à 5 ans de prison pour les 44 députés communistes jugés à Paris.
- 5 avril : premier vol du chasseur soviétique Mikoyan-Gourevitch MiG-1.
- 8 avril : 
  - Le sous-marin polonais Orzeł coule le navire allemand Rio de Janeiro qui transportait des troupes allemandes vers la Norvège.
  - La marine de guerre allemande trompe la vigilance de la Royal Navy et parvient à débarquer 10 000 hommes en Norvège(Opération Weserübung).
  - Invasion du Danemark par les troupes allemandes (Opération Weserübung).
- 9 avril : 
  - Opération Weserübung. Le Danemark et la Norvège sont envahis par l'Allemagne ; reddition du Danemark. La résistance est importante en Norvège.
  - En Norvège, Vidkun Quisling tente de s’imposer au pouvoir mais ne reçoit pas l’appui des Allemands. Un « Conseil administratif » apolitique, composé de hauts fonctionnaires, est mis en place par la Cour suprême, remplacé par un « gouvernement national », dirigé par Quisling, cette fois avec l’aval des Allemands (1942).
  - Les Alliés s'engagent à venir au secours de la Norvège et envoient un corps expéditionnaire franco-anglais, sur Narvik.
- 10 avril : attaque navale britannique à Narvik (Norvège).
- 13 avril : 
  - Le président américain Roosevelt condamne l'invasion allemande du Danemark et de la Norvège.
  - La Suède confirme sa neutralité.
  - Deuxième phase de déportation des populations polonaises des territoires annexés par l'URSS 320 000 sont déportées en Sibérie.

- 14 avril : débarquement du corps expéditionnaire franco-britannique à Namsos (Norvège).
- 19 avril : premier vol du chasseur léger français Bloch MB.700.
- 20 avril :  présentation du microscope électronique par RCA.
- 24 avril : 
  - Joseph Terboven est nommé commissaire du Reich en Norvège.
  - Le Comité olympique finlandais informe le CIO qu’il renonce à organiser les jeux prévus pour juillet 1940.
- 25 avril :  le Québec accorde le droit de vote aux femmes.
- 28 avril : débarquement d'un corps expéditionnaire français à Narvik (Norvège).

## Naissances
- 1er avril : Wangari Maathai, environnementaliste, lauréate du Prix Nobel de la paix 2004.
- 2 avril : Adrien Zeller, homme politique français, président du Conseil régional d'Alsace.
- 7 avril : 
  - Daniel Prévot, mathématicien, spéléologue, et lichénologue français († 12 février 2016).
  - Claire Bretécher, dessinatrice française (le 17 selon certaines sources).
- 13 avril :
  - Vladimir Cosma, compositeur français d'origine roumaine.
  - Jean-Marie Le Clezio, écrivain.
  - Max Mosley, personnalité du monde de l'automobile, homme politique et avocat britannique († 23 mai 2021).
- 14 avril : Marie Kinský von Wchinitz und Tettau, princesse consort du Liechtenstein de 1989 à 2021 († 21 août 2021).
- 16 avril : Marguerite II de Danemark, reine du Danemark.
- 18 avril : Ira von Fürstenberg, actrice italienne († 18 février 2024).
- 19 avril : Reinhard Bonnke, missionnaire chrétien évangélique charismatique Allemand († 7 décembre 2019).
- 20 avril : Marie-José Nat, actrice française.
- 21 avril : Souleymane Cissé, cinéaste malien († 19 février 2025).
- 23 avril : Danilo Astori, politique uruguayen († 10 novembre 2023).
- 25 avril : Al Pacino, acteur américain (Le parrain).
- 29 avril : 
  - George Adams, saxophoniste de jazz américain († 24 novembre 1992).
  - Zdzisław Świderski, chercheur polonais en parasitologie.

## Décès
- 1er avril : Augusta Gillabert, agricultrice suisse.
- 9 avril : Jean Verdier, cardinal français, archevêque de Paris (° 19 février 1864).
- 16 avril :
  - Charles W. Bartlett, peintre britannique (° 1er juin 1860).
  - Abdelhamid Ben Badis, homme religieux musulman et homme politique algérien.
- 27 avril : Joaquim Mir, peintre espagnol (° 6 janvier 1873).